# Olaf Rye
Olaf Rye (16. studenoga 1791. – 6. srpnja 1849.) bio je norveško-danski vojni časnik. Preminuo je u bitci tijekom Prvog šlesviškog rata, i smatra se ratnim herojem u Danskoj.
Začetnik je skijaških skokova kao natjecateljskog športa.

## Životopis
Rođen je u mjestu Bø, Telemark u Norveškoj. Odgojen je na farmi Nerbø. Bio je jedan od sinova Matthiasa Andreasa Ryea (1793–1860) i Elisabeth Johanne Lind. Otac mu je bio satnik i upravitelj bataljuna pješačke pukovnije Telemark (Telemarkens Infanteriregiment). Njegov brat Johan Henrik Rye (1787. – 1868.) bio je pravnik i državni službenik.
Godine 1804. započeo je svoju vojnu karijeru kao pitomac u Norveškom katastarskom korpusu u Kristianiji (danas Oslo). 1813. imenovan je satnikom. Napustio je Norvešku 1815. godine i prijavio se u službu pruskog generala Gebharda Leberechta von Blüchera. 1817. Rye se ponovno pridružio Fynian pješačkoj pukovniji Kraljevske danske vojske. Od 1819. do 1842. raspoređen je u Oldenboršku pukovniju. Bio je nominiran za viteški red u Dannebrogovom redu 1840. godine, a 1848. godine odlikovan je s  Dannebrogordenens Hæderstegn (u prijevodu:Časni križ Reda Dannebroga). Godine 1849. služio je kao general-bojnik i odigrao presudnu ulogu u bitci kod Fredericije koja je prekinula opsadu grada od strane Schleswig-Holsteina. Poginuo je tijekom ove bitke.te je pokopan je na Garnizonskom groblju u Kopenhagenu.
U slobodno vrijeme skijanje mu je bila velika strast. U studenom 1808. se lansirao 9,5 metara u zrak pred drugim vojnicima na mjestu u blizini Eidsberg kirke. Taj skok se smatra začetkom skijaških skokova kao natjecateljskog športa.

## Počasti i priznanja
- Kamp Olaf Rye - danski kamp KFOR-a na Kosovu
- Ryes Kaserne- Jedna od dvije vojarne u Fredericiji
- Olaf Ryes plass - trg u Oslu u Norveškoj
- Ulica Olaf Ryes u Bergenu u Norveškoj
- Ryes gate - ulica u Kongsbergu, Norveška
- Olaf Ryes Gade - ulica u Odenseu u Danskoj